# Koufa
 (novembre 2010).
Si vous disposez d'ouvrages ou d'articles de référence ou si vous connaissez des sites web de qualité traitant du thème abordé ici, merci de compléter l'article en donnant les références utiles à sa vérifiabilité et en les liant à la section « Notes et références ».
Koufa ou Kûfa (en arabe : الكوفة, al-Kūfa) est une ville d'Irak, environ 170 km au sud de Bagdad, et à 10 km au Nord-est de Nadjaf. Elle est située sur les rives du fleuve Euphrate. La population en 2003 était estimée à 110 000 habitants. C'est la deuxième ville de la province de Nadjaf.
Avec Kerbala et Nadjaf, Koufa est une des trois villes irakiennes de grande importance pour les musulmans chiites.

## Histoire

### Établissement de la ville sous Omar
Les musulmans conquirent l'Iraq vers 637. Sur l'ordre d'Omar ibn al-Khattâb, Koufa est construite au sud de la Mésopotamie pour devenir un misr, une garnison militaire, à proximité de la cité lakhmide d'Al-Hira. Les Arabes cherchent un endroit où ils ne souffriraient pas de maladies. Les premiers quartiers de la ville sont construits en 638, à peu près au même moment que Bassorah, quand les armées arabes combattent les Sassanides. Elle est fondée comme garnison pour 7 divisions, 12 000 hommes venant de tribus d'Al-Yamâma et 8 000 de la tribu de Nizar.
La ville est construite en briques cuites sur un plan circulaire selon les normes de l'architecture partho-sassanide. On commence par construire la mosquée au centre de la ville à 1,5 km de l'Euphrate. On creuse un réservoir d'eau prévu pour 20 000 habitants. Vers 670, une digue est construite pour protéger la ville des crues du fleuve.
La population de Koufa est ensuite formée d'immigrants arabes venant soit de la région de La Mecque, soit du sud de l'Arabie, de l'Hadramaout et du Yémen (le quartier des najranites est formée de personne exilées de Najran). Omar, qui donne des terres de juifs arabes à ses guerriers, relocalise les juifs de Khaybar dans un quartier de Koufa en 640. Ainsi des juifs, mais aussi des chrétiens habitaient la ville.

### Révoltes
Lorsque `Alî devient calife, il déplace son quartier général à Koufa pendant qu'il se prépare à la bataille avec Mu`âwîya qui mène une révolte à partir de la Syrie. `Alî fait creuser un puits dans la ville (656).
`Alî est tué à Koufa (661), et enterré dans la ville voisine de Nadjaf. Après l'accession de Mu`âwîya au califat, Koufa devient la base des partisans d'`Alî et des kharijites. Plus tard ses habitants rejetèrent Husayn et sa famille lors de l'événement de Karbala .
En 685, Koufa est le théâtre de la révolte d'Al-Mokhtar.
C'est aussi de Koufa que part la révolution abbasside qui allait renverser les Omeyyades (750).

### À partir du8esiècle
En 754, le calife abbasside al-Mansûr fait construire la forteresse et creuser un fossé pour entourer la ville. Mais il quitte Koufa pour Bagdad dont il fait sa capitale.
Vers 877, Hamdan Qarmat déploye une intense activité dans la région de Koufa. En 917, sous le règne de son fils Abû Tahir (???-932), les Qarmates pillent Koufa et Bassora.
Au début du Xe siècle, les Bouyides construisent non loin de Koufa la nouvelle ville de Nadjaf autour du mausolée de `Alî. Koufa décline. La grande mosquée qui existait encore au XIIe siècle fait aujourd'hui l'objet de fouilles archéologiques.
Au milieu du VIIIe siècle, la ville devient provisoirement la capitale des Abbassides en attendant la construction de Bagdad. Actuellement[Quand ?], Koufa reste un centre important d'étude, c'est là que s'est développée la calligraphie arabe et le premier style d'écriture arabe : le style coufique, qui dérive d'un des quatre styles arabes préislamiques.

### Un pôle académique et scientifique au Moyen-Âge
Des cercles d'enseignements se développent à Koufa sous l'impulsion du calife 'Umar qui envoya 'Abd Allāh b. Mas'ūd éduquer ses habitants. L'objectif est de reproduire sur place le modèle de "compagnonnage" (ṣuḥba) que Muhammad avait instauré avec ses disciples. La cité est fortement influencée par les évolutions académiques et scientifiques en cours dans la ville de Bassorah. En revanche, aucune autre cité que Koufa n'a mis autant de zèle pour défendre sa singularité. C'est sans doute pour cela que la ville n'a produit aucune activité académique si ce n'est à la troisième génération où l'on voit opérer sa transformation en communauté savante.
Les savants de Koufa se démarquent par leur enseignement. En effet, dans la ḥalqa (cercle d'enseignement), il est interdit pour l'élève d'avoir une tablette et un calame pour noter les paroles du shaykh, le maître en retour ne peut exhiber ses écrits. L'audition (samā’) et la mémorisation occupent une place importante dans le système académique.

## Personnalités
- Abû Hanîfa, théologien et législateur arabo-musulman (vers 696 - 767)
- Abu al-Atahiyah, poète arabe (748 - vers 828)
- Muslim ibn al-Walīd (753-?), poète de l’époque abbasside.
- Al-Kindi, philosophe, mathématicien et cryptanalyste (801 - 873)

## Galerie

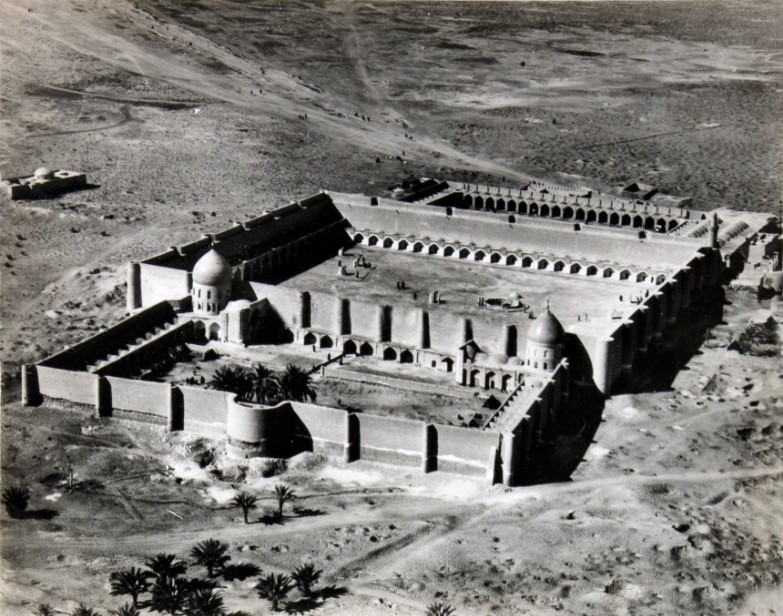
Grande mosquée de Koufa en 1915
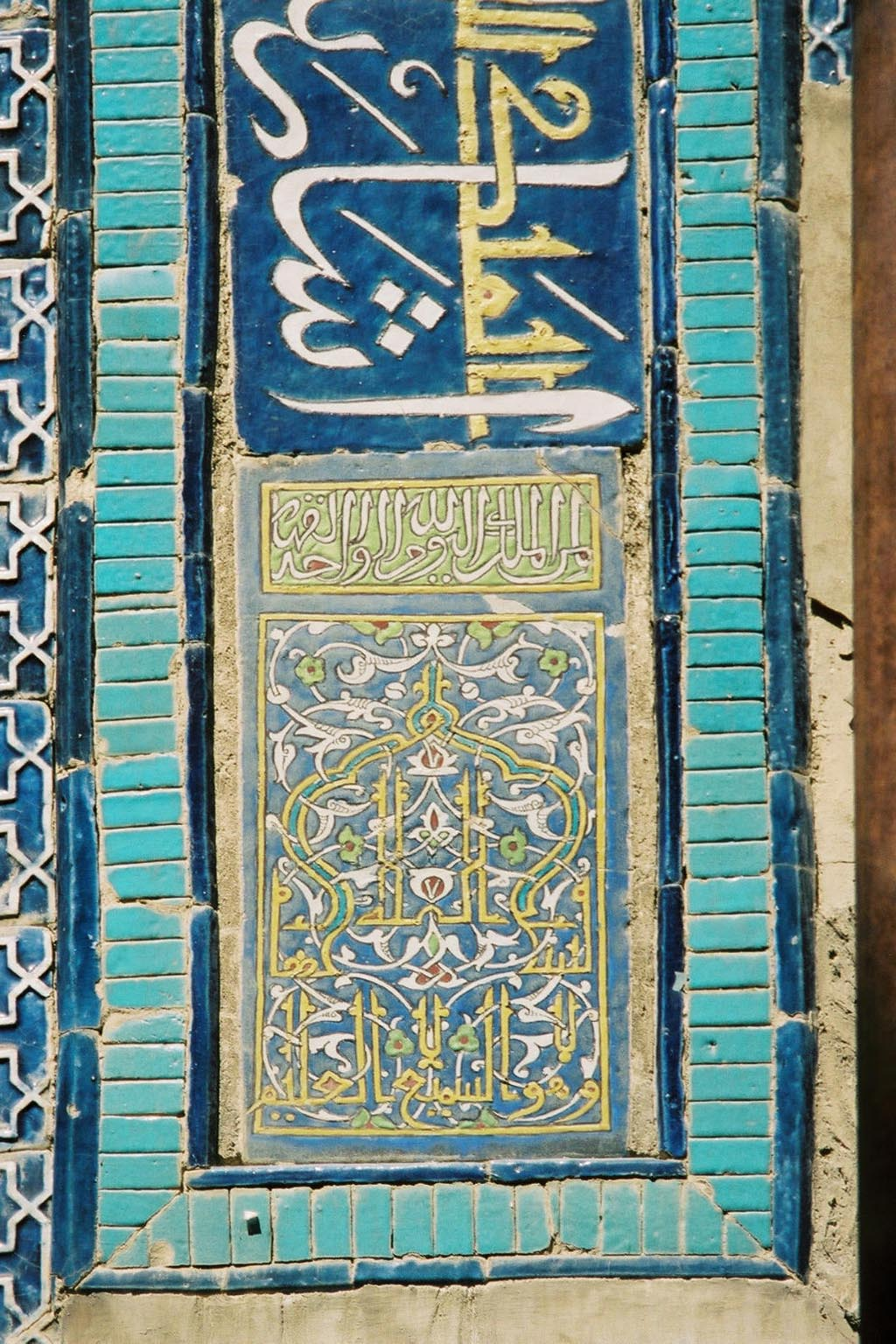
En haut, calligraphie coufique en jaune. En bas, coufique fleuri